# Nikolay Bazhukov
Nikolaï Serafimovitch Bajoukov - en russe : Николай Серафимович Бажуков et en anglais : Nikolay Serafimovich Bazhukov - (né le 23 juillet 1953) est un ancien fondeur soviétique.

## Jeux olympiques
- Jeux olympiques d'hiver de 1976 à Innsbruck (Autriche)
  -  Médaille d'or sur 15 km.
  -  Médaille de bronze en relais 4 × 10 km.
- Jeux olympiques d'hiver de 1980 à Lake Placid (États-Unis)
  -  Médaille d'or en relais 4 × 10 km.